# Ређоло (Ређо Емилија)
Ређоло (итал. Reggiolo) је насеље у Италији у округу Ређо Емилија, региону Емилија-Ромања.
Према процени из 2011. у насељу је живело 6753 становника. Насеље се налази на надморској висини од 21 м. Ово је родно место познатог фудбалског тренера Карла Анћелотија.

## Становништво
Према резултатима пописа становништва 2011. у општини је живело 9.217 становника.
| 1931. | 1936. | 1951. | 1961. | 1971. | 1981. | 1991. | 2001. | 2011. |
| ----- | ----- | ----- | ----- | ----- | ----- | ----- | ----- | ----- |
| 8.034 | 8.060 | 8.008 | 6.611 | 6.362 | 7.377 | 8.030 | 8.559 | 9.217 |

## Партнерски градови
- Niardo